# Puchar Ameryki Północnej w narciarstwie alpejskim mężczyzn 2014/2015
Puchar Ameryki Północnej w narciarstwie alpejskim mężczyzn w sezonie 2014/2015 to 45. edycja tego cyklu. Pierwsze zawody odbyły się 1 grudnia 2014 roku w amerykańskim Aspen, a ostatnie rozegrane zostały 23 marca 2015 roku w amerykańskim Waterville Valley.

## Podium zawodów
| Lp  | Data            | Miejscowość         | Konkurencja     | 1. Miejsce                   | 2. Miejsce           | 3. Miejsce                      |
| --- | --------------- | ------------------- | --------------- | ---------------------------- | -------------------- | ------------------------------- |
| 1.  | 1 grudnia 2014  | Aspen               | Gigant          | Giovanni Borsotti            | David Chodounsky     | Gino Caviezel                   |
| 2.  | 2 grudnia 2014  | Aspen               | Gigant          | Giovanni Borsotti            | Philipp Schörghofer  | Gino Caviezel                   |
| 3.  | 3 grudnia 2014  | Copper Mountain     | Slalom          | Leif Kristian Haugen         | Linus Strasser       | Michael Ankeny                  |
| 4.  | 4 grudnia 2014  | Copper Mountain     | Slalom          | Markus Larsson               | Espen Lysdahl        | AJ Ginnis                       |
| 5.  | 10 grudnia 2014 | Lake Louise         | Zjazd           | Tyler Werry                  | Jeffrey Frisch       | Natko Zrnčić-Dim                |
| 6.  | 11 grudnia 2014 | Lake Louise         | Zjazd           | Tyler Werry                  | Natko Zrnčić-Dim     | Paul de la Cuesta               |
| 7.  | 13 grudnia 2014 | Panorama            | Supergigant     | Jeffrey Frisch               | Conrad Pridy         | Tanner Farrow                   |
| 8.  | 14 grudnia 2014 | Panorama            | Supergigant     | Erik Arvidsson               | Samuel Dupratt       | Broderick Thompson              |
| 9.  | 14 grudnia 2014 | Panorama            | Superkombinacja | Erik Arvidsson               | Peder Dahlum Eide    | Sandro Boner                    |
| 10. | 15 grudnia 2014 | Panorama            | Slalom          | Tim Kelley                   | Hig Roberts          | Seppi Stiegler                  |
| 11. | 16 grudnia 2014 | Panorama            | Slalom          | Tim Kelley                   | Michael Ankeny       | Tommy Ford                      |
| 12. | 17 grudnia 2014 | Panorama            | Gigant          | Ford Swette                  | Samuel Dupratt       | Kieffer Christianson            |
| 13. | 19 grudnia 2014 | Panorama            | Gigant          | Henrik Roea                  | Giulio Bosca         | Tommy Ford                      |
| 14. | 17 lutego 2015  | Canada Olympic Park | Slalom          | Trevor Philp                 | Erik Read            | Robby Kelley                    |
| 15. | 18 lutego 2015  | Canada Olympic Park | Slalom          | Will Brandenburg             | Espen Lysdahl        | Joonas Rasanen                  |
| 16. | 19 lutego 2015  | Nakiska             | Supergigant     | Erik Read Broderick Thompson |                      | Tommy Ford Kieffer Christianson |
| 17. | 20 lutego 2015  | Nakiska             | Supergigant     | Odwołano                     | Odwołano             | Odwołano                        |
| 18. | 21 lutego 2015  | Nakiska             | Gigant          | Gino Caviezel                | Justin Murisier      | Tommy Ford                      |
| 19. | 22 lutego 2015  | Nakiska             | Gigant          | Justin Murisier              | Gino Caviezel        | Tommy Ford                      |
| 20. | 18 marca 2015   | Sugarloaf           | Zjazd           | Odwołano                     | Odwołano             | Odwołano                        |
| 21. | 19 marca 2015   | Sugarloaf           | Supergigant     | Tyler Werry                  | Wiley Maple          | Jared Goldberg                  |
| 22. | 19 marca 2015   | Sugarloaf           | Superkombinacja | Odwołano                     | Odwołano             | Odwołano                        |
| 23. | 20 marca 2015   | Waterville Valley   | Gigant          | Tyler Werry                  | David Donaldson      | Hig Roberts                     |
| 24. | 21 marca 2015   | Waterville Valley   | Gigant          | Trevor Philp                 | Kieffer Christianson | Tyler Werry                     |
| 25. | 22 marca 2015   | Waterville Valley   | Slalom          | Trevor Philp                 | Michael Ankeny       | Joonas Rasanen                  |
| 26. | 23 marca 2015   | Waterville Valley   | Slalom          | Michael Ankeny               | AJ Ginnis            | Trevor Philp                    |

## Klasyfikacja generalna (po 23 z 23 konkurencji)
| Lp.  | Zawodnik             | Punkty |
| ---- | -------------------- | ------ |
| 1.   | Michael Ankeny       | 659    |
| 2.   | Tyler Werry          | 642    |
| 3.   | Trevor Philp         | 550    |
| 4.   | Tommy Ford           | 539    |
| 5.   | Kieffer Christianson | 462    |
| 6.   | Peder Dahlum Eide    | 457    |
| 7.   | Hig Roberts          | 408    |
| 8.   | Erik Read            | 388    |
| 9.   | Espen Lysdahl        | 357    |
| 10.  | Jeffrey Frisch       | 354    |
| ...  |                      |        |
| 43.  | Michał Jasiczek      | 127    |
| 128. | Andrzej Dziedzic     | 12     |

### Zjazd (po 2 z 2 konkurencji)
| Miejsce | Zawodnik          | Punkty |
| ------- | ----------------- | ------ |
| 1.      | Tyler Werry       | 200    |
| 2.      | Natko Zrnčić-Dim  | 140    |
| 3.      | Jeffrey Frisch    | 125    |
| 4.      | Paul de la Cuesta | 110    |
| 5.      | Thomas Biesemeyer | 86     |
| 6.      | Conrad Pridy      | 77     |
| 7.      | Tanner Farrow     | 60     |
| 8.      | Sam Morse         | 58     |
| 8.      | Jack Gower        | 58     |
| 10.     | Bryce Bennett     | 54     |

### Supergigant (po 4 z 4 konkurencji)
| Miejsce | Zawodnik             | Punkty |
| ------- | -------------------- | ------ |
| 1.      | Jeffrey Frisch       | 200    |
| 1.      | Broderick Thompson   | 200    |
| 3.      | Tyler Werry          | 185    |
| 4.      | Erik Arvidsson       | 150    |
| 5.      | Samuel Dupratt       | 141    |
| 6.      | Kieffer Christianson | 116    |
| 6.      | Erik Read            | 116    |
| 8.      | Conrad Pridy         | 102    |
| 9.      | Tanner Farrow        | 95     |
| 10.     | Tommy Ford           | 94     |
| 10.     | Sam Morse            | 94     |

### Gigant (po 8 z 8 konkurencji)
| Miejsce | Zawodnik             | Punkty |
| ------- | -------------------- | ------ |
| 1.      | Gino Caviezel        | 300    |
| 2.      | Tommy Ford           | 293    |
| 3.      | Trevor Philp         | 254    |
| 4.      | Kieffer Christianson | 249    |
| 5.      | Hig Roberts          | 214    |
| 6.      | Michael Ankeny       | 209    |
| 7.      | David Donaldson      | 206    |
| 8.      | Ford Swette          | 203    |
| 9.      | Giovanni Borsotti    | 200    |
| 10.     | Peder Dahlum Eide    | 193    |

### Slalom (po 8 z 8 konkurencji)
| Miejsce | Zawodnik         | Punkty |
| ------- | ---------------- | ------ |
| 1.      | Michael Ankeny   | 450    |
| 2.      | Espen Lysdahl    | 326    |
| 3.      | Tim Kelley       | 313    |
| 4.      | Trevor Philp     | 296    |
| 5.      | Joonas Rasanen   | 227    |
| 6.      | Robby Kelley     | 225    |
| 7.      | Hig Roberts      | 194    |
| 8.      | AJ Ginnis        | 176    |
| 9.      | Seppi Stiegler   | 174    |
| 10.     | Erik Read        | 165    |
| ...     |                  |        |
| 16.     | Michał Jasiczek  | 127    |
| 66.     | Andrzej Dziedzic | 12     |

### Superkombinacja (po 1 z 1 konkurencji)
| Miejsce | Zawodnik           | Punkty |
| ------- | ------------------ | ------ |
| 1.      | Erik Arvidsson     | 100    |
| 2.      | Peder Dahlum Eide  | 80     |
| 3.      | Sandro Boner       | 60     |
| 4.      | Henrik Roea        | 50     |
| 5.      | Tommy Ford         | 45     |
| 6.      | Tyler Werry        | 40     |
| 7.      | Sam Morse          | 36     |
| 8.      | Kjetil Hvammen     | 32     |
| 9.      | Samuel Dupratt     | 29     |
| 10.     | Broderick Thompson | 26     |